# Azotni iperit
Azotni iperiti su citotoksični hemoterapijski agensi, koji su slični iperitu. Mada oni normalno nalaze primenu u medicini, u principu ova jedinjenja se takođe mogu koristiti kao agensi u hemijskom ratu. Azotni iperiti su nespecifični DNK alkilacini agensi. Nekoliko nacija je imalo velike zalihe azotnog iperita tokom Drugog svetskog rata, ali on nije korišten u borbama. Poput drugih tipova iperita, azotni iperiti su moćni i istrajni vezikanti (izazivači plikova). Glavni primeri ovog materijala (HN1, HN2, HN3) su stoga klasifikovani kao Supstance plana 1 u okviru Konvencije o hemijskom oružju. Njihova proizvodnja i primena su stoga strogo ograničene.